# Второе правило волшебника
Второ́е пра́вило волше́бника, или Ка́мень Слёз (англ. «Stone of Tears») — роман Терри Гудкайнда в стиле фэнтези. Второй в цикле «Меч Истины». Оригинал вышел в 1995 году в издательстве Tor Books. Русское издание выпущено в серии «Век Дракона» в 1998 году в издательстве АСТ. В 2013 году книга была переиздана в новой серии «Легенда об Искателе» под названием «Камень Слёз».

## Второе правило волшебника
Второе правило волшебника гласит:

«Благие намерения могут привести к плачевным последствиям».

## Сюжет
В открытой шкатулке Одена Зедд находит Камень Слёз. На Народный дворец и Племя Тины нападают скрийлинги. Завеса, отделяющая мир жизни от мира мёртвых, разорвана, и Владетель может вырваться на свободу. Ричард узнает, что он — сын Даркена Рала и внук Зедда. В нём просыпается дар, и появляются головные боли, которые в будущем могут убить его. В Племени Тины появляются сёстры Света, которые забирают его во Дворец Пророков, где обучат магии. На совете духов в Племени Тины появляется Даркен Рал и оставляет на груди Ричарда метку Владетеля, но дух Денны спасает Ричарда и забирает клеймо себе. Кэлен убеждает Ричарда надеть Рада-хань и пойти с сестрой. По дороге Ричард убивает гара, у которого был детёныш, а детёныш увязывается за ним.
Зедд отправляется к колдунье Эди, и на них нападает скрин, вынуждая бежать из дома. Им удаётся хитростью спастись от него, но он успевает оцарапать Эди. Вернувшись в дом, они обнаружили пропажу многих костей и талисмана, важного для завесы. Зедд сжигает дом со всем содержимым и пытается исцелить Эди, но вместо этого заражается сам. Они отправляются в Никобарис, к дочерям колдуньи, что обучала Эди магии костей, чтобы получить больше знаний о яде скрина и способах излечения. К их магии прилипла магия скрина, магия Ущерба, и теперь результаты применения силы поражают даже их самих.
По дороге в Эйдиндрил Кэлен, Чандален, Приндин и Тоссидин останавливаются у разрушенной Эбиниссии — столице королевства, где правила сводная сестра Кэлен, Цирилла Амнелл. Не найдя тело королевы, они решают преследовать армию. Кэлен, настигнув войско новобранцев Галеи, которое преследует армию Имперского ордена, объявившего войну магии, возглавляет его и направляется к врагу на переговоры. Срединные Земли готовятся к войне. Она с тысячей мечников выкупалась в извести, чтобы враги приняли их за духов. Понеся потери, войско Кэлен сумело побить множество вражеских воинов. Ослабевшую Кэлен Приндин поит чаем, но вскоре она понимает, что он Дитя Погибели и предал их всех. Чандален спасает Кэлен и убивает Приндина. Вылечившись, Кэлен, Чандален и исповеданный Орск выходят в путь.
Путь в Древний мир лежит через пустыню, где реальность, иллюзия и опасность перемешались так, что их невозможно различить. Ричарду являются предупреждающие видения, он убивает Верну за боль, которую она ему причинила. Внезапно он видит её живой перед собой. Она якобы идёт на встречу с Создателем. Спасаясь от слуг Владетеля, Ричарду и Верне удается пересечь пустыню. Добравшись до племени маженди, Ричард должен принять участие в жертвоприношении, чтобы их пропустили, но он решает спасти девушку по имени Дю Шайю. Она обещает, что её народ проведёт Верну и Ричарда через свои земли, однако это была ловушка. Ричард сражает тридцать напавших воинов, и Дю Шайю объявляет его Кахарином — повелителем их племени, а поскольку она мудрая женщина племени, то Ричард должен стать её мужем. Бака-бан-мана проводят его и Верну во Дворец Пророков.
Попав туда, Ричард сразу ставит сёстрам несколько условий: не причинять вреда ему, народу бака-бан-мана и сестре Верне. После этого Верну разжалуют в послушницы. К нему приставляют послушницу Пашу. Ночью Ричард уходит из дворца и проводит её с детёнышем гара. На рассвете в Хагенском лесу Ричард убивает напавшего мрисвиза, и забирает его плащ, с помощью которого тот может становиться невидимым. Ричард хочет встретиться с аббатисой сестёр Света, его к ней не пускают, но позже он всё-таки прорывается к ней, и она рассказывает ему, что это она помогла его отцу заполучить Книгу Сочтенных Теней, и что он должен овладеть своим даром, чтобы победить Владетеля. Ричарда учат шесть сестёр. Он завязывает хорошие отношения с учеником-пророком Уорреном, вместе они пытаются разгадать пророчества. Хитростью он проникает к живущему во дворце пророку, которого зовут Натан Рал — его тысячелетний предок. От него Ричард узнает, что он первый боевой чародей, обладающий обеими сторонами магии, за последние три тысячи лет. Сёстры не в силах помочь ему овладеть даром, это сможет сделать только другой волшебник. Натан показывает Ричарду пророчество, в котором Кэлен казнят, и говорит, что это произойдет через две недели — в день зимнего солнцестояния, но если Ричард попытается её спасти, то Владетель окончательно порвет завесу. Ричард обо всём рассказывает сестре Лилиане и просит её снять с него ошейник. Она обещает ему помочь, и они отправляются в лес. Сестра Лилиана обманом пытается забрать его дар с помощью Квиллиона, Ричард понимает это и убивает её. На Аббатису напали и сильно ранили две её помощницы, оказавшиеся сёстрами Тьмы, одна из них была убита, а вторая сбежала вместе с сёстрами, учившими Ричарда. Верна, Уоррен и Ричард покидают Дворец Пророков. Ричард и народ Дю Шайю добираются до Долины Заблудших и Ричард вместе с Дю Шайю проходят её, меняя местами две башни в цепи Башен Погибели местами, и уничтожая магию Долины. Среди пленников магии Башен оказались Чейз и Рэчел, отправившиеся вслед за Ричардом в Древний мир. На шее у Рэчел Ричард видит Камень слёз и забирает его.
В Эйдиндриле происходит переворот, и Кэлен объявляют слугой Владетеля и бросают в темницу. Чандален и Орск вызволяют её и скрываются. Кэлен, узнав, что Зедд вернулся, идёт к нему. Зедд потерял память, но услышав, что сёстры забрали Ричарда, всё вспоминает, приходит в ярость и самолично решает отвести Кэлен на казнь. Ричард и бака-бан-мана добрались до Долины, разрушили проклятье и вернули землю племени. Ричард вызывает дракониху и решает сначала отправиться в Д’Хару и помешать духу Даркена Рала порвать завесу, а потом — на помощь Кэлен. В Народном Дворце на них нападает сестра Тьмы Одетта и ранит Скарлетт. Он успевает во время остановить Даркена Рала, закрыв шкатулку Одена, но проходит целый день, к тому же Скарлетт не может летать. Он отправляется в Эйдиндрил на лошади в надежде, что пророчество не сбылось, и Кэлен ещё жива, но по приезде узнает, что Кэлен казнили. Он убивает весь Совет Срединных Земель, обвинив их в измене. От кухарки Ричард узнал, что на казни был Зедд, и он мог наложить на Кэлен чары кажущейся смерти. На могиле Кэлен Ричард молится добрым духам, появляется Денна и переносит его в пространство между мирами, туда же она переносит и Кэлен. Они рассказывают друг другу, что с ними произошло.

## Персонажи книги
- Ричард Рал — лорд Рал, новый правитель Д’Хары, Искатель Истины, боевой чародей
- Кэлен Амнелл — Мать-Исповедница, возлюбленная Ричарда
- Зеддикус Зул Зорандер — дед Ричарда, волшебник Первого ранга
- Эди — колдунья
- Сестра Верна — сестра Света, доставившая Ричарда из Нового мира в Древний
- Чандален — предводитель охотников из племени Тины
- Натан Рал — предок Ричарда, пророк
- Аннелина Алдуррен — аббатиса сестёр Света
- Паша Маес — послушница, наставница Ричарда
- Уоррен — пророк, друг Ричарда, некоторое время был влюблён в Пашу
- Джедидия — волшебник, продавший душу Владетелю
- Сестра Лилиана — сестра Тьмы, пытавшаяся забрать дар Ричарда
- Сёстры Тьмы: Улиция, Тови, Цецилия, Эрминия, Мерисса, Леома, Никки
- Птичий Человек — вождь племени Тины
- Приндин и Тоссидин — охотники племени Тины
- Дю Шайю — мудрая женщина племени Бака-бан-мана
- Даркен Рал (в образе духа) — отец Ричарда, бывший магистр Д’Хары
- Денна (в образе духа) — Морд-Сит, «обучившая» Ричарда
- Гратч — гар, которого вырастил Ричард, друг Ричарда
- Джебра — колдунья, которая может видеть ауру и будущее человека
- Грейс Рендал и Элизабет Майрик — сёстры Тьмы, искавшие Ричарда вместе с Верной
- Шота — ведьма из предела Агаден
- Самюэль — компаньон Шоты
- Чейз — страж Границы
- Рэчел — приёмная дочь Чейза

## Экранизация
В мае 2008 года силами канала ABC и компании Disney начались съёмки сериала по мотивам серии книг «Меч Истины».. В главных ролях: Бриджит Риган, Крэйг Хорнер. Автор идеи: Сэм Рэйми. Исполнительные продюсеры: Джошуа Донен, Ned Nalle, Сэм Рэйми, Джон Шибан, Роберт Г. Таперт, Barry M. Schkolnick. Сценаристы: Джон Шибан, Терри Гудкайнд.
Премьера сериала состоялась 1 ноября 2008 года. Сюжет книги «Второе правило волшебника, или Камень слёз» лёг в основу второго сезона сериала. Всего было снято 2 сезона (каждый по 22 серии), после чего производство сериала было прекращено.